# Era Meiji
L'era Meijí (en japonès 明治時代, Meiji jidai, període del regne il·luminat) és el nom amb què al Japó es coneix l'interval de 45 anys de govern de l'emperador Meiji, entre el 23 d'octubre del 1868 i el 30 de juliol del 1912.
L'era començà amb la remoció de l'últim shōgun, Tokugawa Yoshinobu, (que viuria en aïllament a Shizuoka durant aquesta era), i l'entronització de l'emperador, el primer emperador amb poder polític després de diversos segles de shogunat. L'emperador continuà una intensa campanya de reformes encetada vint anys endarrere per la restauració Meiji, que modificaria l'estructura política, social i econòmica del país. Aquesta reestructuració es feu amb criteris occidentals després de la Missió Iwakura i afectà la universitat, l'aparell estatal i jurídic, i portà a la redacció d'una constitució japonesa en 1889. Durant aquest període van tenir lloc les primeres immigracions de japonesos al Regne de Hawaii i els Estats Units d'Amèrica, la primera Guerra Sinojaponesa, la guerra russojaponesa i l'annexió de Corea.
Després de la mort de l'emperador Meiji el 1912, puja al tron l'emperador Taishō i s'inicia l'era Taishō (1912-1926).

## Esdeveniments rellevants

### Ciència i tecnologia
- 1868 (Meiji 1): La població del Japó passa per primera vegada dels 30 milions de persones.
- 12 d'abril de 1877 (Meiji 10): La Universitat Imperial de Tòquio obri les seues portes.
- 1885 (Meiji 18): A Kanda, Tòquio, es funda la predecessora de la Universitat Chūō.

### Guerres i política
- 23 d'octubre de 1868 (Meiji 1): Comença l'era Meiji, finalitzant l'era Keiō i amb ella, el període Edo (1600-1868).
- 4 de desembre de 1868 (Meiji 1): Comença la batalla de Hakodate.
- 27 de gener de 1869 (Meiji 2): Es proclama a Hakodate la república d'Ezo per lleials al shogunat Tokugawa encapçalats per Enomoto Takeaki.
- març de 1869 (Meiji 2): Els dàimios dels dominis de Tosa, Hizen, Satsuma i Chōshū són requerits per a dissoldre els seus dominis feudals i entregar-los a l'Emperador Meiji, començant així un procés centralitzador per a la creació de la nació japonesa moderna.
- 4-10 de maig de 1869 (Meiji 2): A la batalla naval de Hakodate l'Marina Imperial Japonesa derrota les forces de la república d'Ezo.
- 17 de maig de 1869 (Meiji 2): Finalitza la batalla de Hakodate, començada el 4 de desembre de 1868, amb la victòria de les tropes imperials front a les de la república d'Ezo.
- 18 de maig de 1869 (Meiji 2): Enomoto Takeaki entrega a les tropes imperials la fortalesa Goryōkaku.
- 27 de juny de 1869 (Meiji 2): Les tropes imperials es fan amb el control total de la fortalesa Goryōkaku, susposant això la fi de la república d'Ezo, la batalla de Hakodate i la guerra Boshin.
- 27 de febrer de 1870 (Meiji 3): S'aprova de manera oficial el Hinomaru com a bandera del Japó pels vaixells de la marina mercant per decret del Daijō-kan.
- 29 d'agost de 1871 (Meiji 4): L'abolició del sistema han es completada.
- 1872 (Meiji 5): Es crea el sistema de prefectures.
- 1872 (Meiji 5): Comença l'educació obligatòria.
- 1 de gener de 1873 (Meiji 6): El govern adopta el calendari gregorià.
- 10 de novembre de 1873 (Meiji 6): El govern instaura el ministeri de l'interior, el qual crea un servei de policia segons el model europeu.
- 7 de maig de 1875 (Meiji 8): El Japó i Rússia signen el Tractat de St. Petersburg.
- 1876 (Meiji 9): El govern prohibeix als Samurai dur les espases, així com també suspenen els seus sous a canvi d'una entre única de bons que produïrien profits.
- 26 de febrer de 1876 (Meiji 9): El Japó i Corea signen el tractat de Kanghwa.
- 29 de gener de 1877 (Meiji 10): Comença la rebel·lió de Satsuma atiada per antics Samurai al domini del mateix nom.
- 24 de setembre de 1877 (Meiji 10): Batalla de Shiroyama, a Kagoshima. L'exèrcit Imperial Japonès derrota als rebels encapçalats per Saigō Takamori, possant fi a la rebel·lió de Satsuma.
- 11 de març de 1879 (Meiji 12): El Regne de Ryūkyū és finalment integrat a la prefectura d'Okinawa, l'últim Rei, Shō Tai, es obligat a abdicar.
- 4 de desembre de 1884 (Meiji 17): Reformistes coreans admiradors de la reforma Meiji fan un colp de Gapsin amb el suport del Japó.
- 13 d'agost de 1886 (Meiji 19): Té lloc l'incident de Nagasaki, en el qual uns marins de l'armada xinesa causen disturbis i aldarulls al port de la ciutat esmentada, esdevenint un conflicte diplomàtic.

### Societat
- 1870 (Meiji 3): Comença a circular el Ien, el qual substitueix el Mon.
- Març de 1870 (Meiji 3): Yatarō Iwasaki i Thomas Blake Glover funden la companyia Mitsubishi dedicada al transport marítim de mercaderies.
- 1871 (Meiji 4): L'Izumo-taisha és designat santuari imperial.[6]
- 21 de febrer de 1872 (Meiji 5): Es publica per primera vegada a Tòquio el Tokyo Nichi Nichi Shinbun, predecessor del Mainichi Shimbun.
- 2 de novembre de 1874 (Meiji 7): Ix a la venda el primer exemplar del Yomiuri Shimbun, a Tòquio.[7]
- 1875 (Meiji 8): Es crea a Ginza, Tòquio l'empresa manufactures Tanaka, predecessora del grup Toshiba.[8]
- 2 de desembre de 1876 (Meiji 9): Es posa en venda el primer exemplar del Chugai Bukka Shinpo, predecessor del Nihon Keizai Shimbun.[9]
- 15 de maig de 1878 (Meiji 11): S'estableix la Borsa de Tòquio.
- 4 de juny de 1879 (Meiji 12): El santuari Shokonsha és reanomenat com a santuari Yasukuni.[10][11]
- 1884 (Meiji 17): S'estableixen acadèmies de policia en cadascuna de les prefectures.
- 9 de febrer de 1885 (Meiji 18): Primera arribada de japonesos al regne de Hawaii.
- 1887 (Meiji 20): Futabatei Shimei escriu Ukigumo, la primer novel·la moderna del Japó.
- 1887 (Meiji 20): Es funda a Hamamatsu, prefectura de Shizuoka, l'empresa Yamaha.

## Persones rellevants

### Polítics i líders
- Emperador Meiji
- Saigō Takamori
- Rei i Marqués Shō Tai
- Príncep Yoshihito

### Artistes
- Literatura: Ichiyō Higuchi, Futabatei Shimei
- Interpretació: Sada Yacco,
- Pintura:
- Música:

## Naixements
- 1 de gener de 1883 (Meiji 16): Ichirõ Hatoyama, Primer Ministre. († 1959)
- 1 de gener de 1884 (Meiji 17): Chikuhei Nakajima, militar, enginyer i polític. († 1949)
- 24 de gener de 1869 (Meiji 2): Yoshinori Shirakawa, general de l'exèrcit. († 1932)
- 28 de gener de 1882 (Meiji 15): Gengo Hyakutake, almirall de la marina imperial. († 1976)
- 28 de gener de 1886 (Meiji 19): Hidetsugu Yagi, enginyer elèctric. († 1976)
- 30 de gener de 1884 (Meiji 17): Sōjin Kamiyama, actor de cinema mut als EUA. († 1954)
- 4 de febrer de 1887 (Meiji 20): Masaichi Niimi, almirall de la marina imperial. († 1993)
- 14 de febrer de 1878 (Meiji 11): Kōki Hirota, 21é Primer Ministre. († 1948)
- 14 de febrer de 1885 (Meiji 18): Zengo Yoshida, almirall de la marina imperial i ministre. († 1966)
- 4 de març de 1878 (Meiji 11): Takeo Arishima, escriptor i assagista. († 1923)
- 6 de març de 1886 (Meiji 19): Saburō Kurusu, diplomàtic. († 1954)
- 8 de març de 1875 (Meiji 8): Kenkichi Ueda, general de l'exèrcit. († 1962)
- 22 de març de 1880 (Meiji 13): Kuniaki Koiso, Primer Ministre. († 1950)
- 24 de març de 1884 (Meiji 17): Chika Kuroda, cientifica. († 1968)
- 25 de març de 1887 (Meiji 20): Chūichi Nagumo, almirall de la marina imperial. († 1944)
- 1 d'abril de 1870 (Meiji 3): Osachi Hamaguchi, 27é Primer Ministre. († 1931)
- 3 d'abril de 1887 (Meiji 20): Nishizō Tsukahara, almirall de la marina imperial. († 1966)
- 4 d'abril de 1884 (Meiji 17): Isoroku Yamamoto, almirall de la marina imperial. († 1943)
- 2 de maig de 1872 (Meiji 5): Ichiyō Higuchi, escriptora. († 1896)
- 10 de maig de 1876 (Meiji 9): Shigeru Honjō, general de l'exèrcit. († 1945)
- 15 de maig de 1871 (Meiji 4): Kōzō Satō, almirall de la marina imperial. († 1948)
- 18 de maig de 1883 (Meiji 16): Hasui Kawase, pintor. († 1957)
- 22 de maig de 1885 (Meiji 18): Soemu Toyoda, almirall de la marina imperial. († 1957)
- 9 de juny de 1886 (Meiji 19): Kosaku Yamada, compositor i director. († 1965)
- 28 de juny de 1886 (Meiji 19): Hitoshi Imamura, general. († 1968)
- 3 de juliol de 1873 (Meiji 6): Kikumaro Yamashina, príncep imperial. († 1908)
- 16 de juliol de 1885 (Meiji 18): Hakuun Yasutani, religiós zen. († 1973)
- 18 de juliol de 1871 (Meiji 4): Sada Yacco, actriu. († 1946)
- 20 de juliol de 1885 (Meiji 18): Michitarō Komatsubara, general. († 1940)
- 21 de juliol de 1886 (Meiji 19): Masaomi Yasuoka, general. († 1948)
- 24 de juliol de 1886 (Meiji 19): Jun'ichirō Tanizaki, escriptor. († 1965)
- 29 de juliol de 1887 (Meiji 20): Mamoru Shigemitsu, polític i diplomàtic. († 1957)
- 31 de juliol de 1887 (Meiji 20): Mitsuru Ushijima, general. († 1945)
- 10 d'agost de 1874 (Meiji 7): Jirō Minami, general i Governador general de Corea. († 1955)
- 31 d'agost de 1879 (Meiji 12): Emperador Taishō, príncep i emperador. († 1926)
- 13 de setembre de 1872 (Meiji 5): Kijūrō Shidehara, 31é Primer Ministre. († 1951)
- 13 de setembre de 1879 (Meiji 12): Tsutomu Sakuma, oficial naval. († 1910)
- 15 de setembre de 1880 (Meiji 13): Chūjirō Hayashi, difusor del Reiki. († 1940)
- 22 de setembre de 1878 (Meiji 11): Shigeru Yoshida, Primer Ministre. († 1967)
- 25 de setembre de 1879 (Meiji 12): Shinobu Ishihara, professor i oftalmòleg. († 1963)
- 25 de setembre de 1885 (Meiji 18): Mineichi Koga, almirall de la marina imperial. († 1944)
- 25 de setembre de 1886 (Meiji 19): Nobutake Kondō, almirall de la marina imperial. († 1953)
- 2 d'octubre de 1886 (Meiji 19): Jisaburō Ozawa, almirall de la marina imperial. († 1966)
- 18 d'octubre de 1870 (Meiji 3): Daisetsu Teitarō Suzuki, filòsof. († 1966)
- 20 d'octubre de 1887 (Meiji 20): Yasuhiko Asaka, príncep Asaka. († 1981)
- 8 de novembre de 1885 (Meiji 18): Tomoyuki Yamashita, general i governador de les Filipines. († 1946)
- 27 de novembre de 1887 (Meiji 20): Masaharu Honma, general. († 1946)
- 3 de desembre de 1887 (Meiji 20): Naruhiko Higashikuni, príncep, general i primer ministre. († 1990)
- 4 de desembre de 1879 (Meiji 12): Kafū Nagai, escriptor. († 1959)
- 14 de desembre de 1883 (Meiji 16): Morihei Ueshiba, fundador de l'aikido. († 1969)
- 18 de desembre de 1886 (Meiji 19): Heisuke Abe, general. († 1943)
- 20 de desembre de 1873 (Meiji 6): Kanichi Asakawa, historiador. († 1948)
- 23 de desembre de 1882 (Meiji 15): Mokichi Okada, líder religiós. († 1955)
- 30 de desembre de 1884 (Meiji 17): Hideki Tojo, general i 27é Primer Ministre del Japó. († 1948)

## Morts
- 13 de gener de 1871 (Meiji 4): Kawakami Gensai, guerrer partidari de la restauració Meiji. (n. 1834)
- 15 de febrer de 1883 (Meiji 16): Kachō Hiroatsu, príncep imperial. (n. 1875)
- 29 de març de 1879 (Meiji 12): Chō Kōran, pintor i poeta. (n. 1804)
- 13 d'abril de 1874 (Meiji 7): Etō Shimpei, militar i polític. (n. 1834)
- 14 de maig de 1878 (Meiji 11): Toshimichi Ōkubo, samurai i polític. (n. 1830)
- 26 de maig de 1877 (Meiji 10): Kido Takayoshi, polític de la restauració Meiji (n. 1833)
- 20 de juny de 1869 (Meiji 2): Hijikata Toshizō, cap militar del shogunat Tokugawa i la república d'Ezo. (n. 1835)
- 4 de juliol de 1866 (Meiji 19): Takahito Arisugawa, príncep. (n. 1813)
- 24 de setembre de 1877 (Meiji 10): Saigō Takamori, polític i samurai partidari de la restauració Meiji (n. 1828)
- 3 d'octubre de 1881 (Meiji 14): Sumiko, princesa imperial (n. 1829)
- 20 de novembre de 1883 (Meiji 16): Tenshōin/Atsuko Tokugawa, muller del 13é Shogun Tokugawa Iesada. (n. 1836)